# Kirkeugle
Kirkeuglen (Athene noctua) er en art blandt de egentlige ugler, der er udbredt i et stort område gennem Europa og Nordafrika i vest til Asiens stillehavskyst i øst. Den måler cirka 22 centimeter fra hoved til hale og er dermed Danmarks mindste ugle – kun på størrelse med en stær. Den har et vingefang på cirka 50-56 centimeter. Kirkeuglen har ligesom de øvrige ugler et rundt og ret fladt hoved og brede, afrundede vinger. Selve kroppen har også en afrundet form på grund af dens løse fjerdragt, benene er forholdsvis lange og halen er kort. Kirkeuglen har i yngletiden et langtrukkent, skarpt skrig.
Kirkeuglen sidder om dagen ofte på en hegnspæl, hvorfra den jager gnavere, småfugle, insekter, orme og snegle. Uglen kan "muse" som en tårnfalk og fange insekter i luften.
I naturen yngler kirkeuglen i hule træer, ellers holder den til ved åbent land. Med mennesket er andre tiltrækkende redesteder opstået, som ved gårde og i kirketårne. Efterhånden som kirketårnene i Danmark er blevet lukket til i de senere år, er uglen blevet en meget fåtallig ynglefugl i Danmark. Danmark ligger på nordgrænsen for kirkeuglens udbredelsesområde og den er derfor afhængig af at have steder, hvor den kan søge ly for kulden. I dag findes den kun vest for Storebælt, især i Nord- og Vestjylland. Bestanden talte i 2013 cirka 30 par. Den er regnet som kritisk truet på den danske rødliste 2019 (ikke truet globalt).
Kirkeuglen var Athenes hellige fugl i den græske mytologi.